# Lista siturilor arheologice din județul Neamț - P
Lista siturilor arheologice din județul Neamț - P conține toate siturile arheologice din județul Neamț înscrise în Repertoriul Arheologic Național (RAN) și aflate în localități al căror nume începe cu litera P. RAN este administrat de Ministerul Culturii și Patrimoniului Național și cuprinde date științifice, cartografice, topografice, imagini și planuri, precum și orice alte informații privitoare la zonele cu potențial arheologic, studiate sau nu, încă existente sau dispărute.
Puteți căuta un sit din localitățile care încep cu litera P folosind formularul de mai jos sau puteți naviga prin toate siturile din județ la Lista siturilor arheologice din județul Neamț.
| Cod RAN                                   | Denumire | Localitate                                  | Adresă                                                                   | Datare                                       | Descoperit      | Coordonate                                    | Imagine           | Erori            |
| ----------------------------------------- | --- | ------------------------------------------- | ------------------------------------------------------------------------ | -------------------------------------------- | --------------- | --------------------------------------------- | ----------------- | ---------------- |
| 120735.04.01                              | Situl arheologic de la Piatra Neamț - Poiana Cireșului / ansamblu anonim (Categorie: locuire civilă) (Tip: Așezare)                                        | municipiul Piatra Neamț                     | cartierul Doamna, punct Poiana Cireșului                                 | Aurignacian 35.000-25.000                    | N. Scorpan 1963 | 46°55′40″N 26°19′45″E / 46.92778°N 26.32917°E | Încărcați imagine | Raportați eroare |
| 120735.04.02                              | Situl arheologic de la Piatra Neamț - Poiana Cireșului / ansamblu anonim (Categorie: locuire civilă) (Tip: Așezare)                                        | municipiul Piatra Neamț                     | cartierul Doamna, punct Poiana Cireșului                                 | Gravettian 25.000-15.000                     | N. Scorpan 1963 | 46°55′40″N 26°19′45″E / 46.92778°N 26.32917°E | Încărcați imagine | Raportați eroare |
| 120735.04.03                              | Situl arheologic de la Piatra Neamț - Poiana Cireșului / ansamblu anonim (Categorie: locuire civilă) (Tip: Așezare)                                        | municipiul Piatra Neamț                     | cartierul Doamna, punct Poiana Cireșului                                 | Starčevo - Criș                              | N. Scorpan 1963 | 46°55′40″N 26°19′45″E / 46.92778°N 26.32917°E | Încărcați imagine | Raportați eroare |
| 123763.01.01 (Cod LMI: NT-I-m-B-10524.01) | Situl arheologic de la Pâncești - "La Saivane" / ansamblu anonim (Categorie: locuire civilă) (Tip: Așezare)                                                | sat Pâncești, comuna Pâncești               | La Saivane                                                               | dacilor liberi sec. II-III p.Chr.            |                 |                                               | Încărcați imagine | Raportați eroare |
| 123763.01.02 (Cod LMI: NT-I-m-B-10524.02) | Situl arheologic de la Pâncești - "La Saivane" / ansamblu anonim (Categorie: locuire civilă) (Tip: necropola)                                              | sat Pâncești, comuna Pâncești               | La Saivane                                                               | sec. II-III p.Chr.                           |                 |                                               | Încărcați imagine | Raportați eroare |
| 123610.01.01                              | Mănăstirea de la Pângărați / ansamblu anonim (Categorie: structură de cult/religioasă) (Tip: Mănăstire)                                                    | sat Pângărați, comuna Pângărați             | Mănăstirea Pângărați                                                     | sec. XVI - XVII                              |                 |                                               | Încărcați imagine | Raportați eroare |
| 123610.01.02                              | Mănăstirea de la Pângărați / ansamblu anonim (Categorie: structură de cult/religioasă) (Tip: Mănăstire)                                                    | sat Pângărați, comuna Pângărați             | Mănăstirea Pângărați                                                     | sec. XIX - XX                                |                 |                                               | Încărcați imagine | Raportați eroare |
| 120735.07.01 (Cod LMI: NT-II-a-A-10567)   | Ansamblul curții domnești de la Piatra Neamț / ansamblu Ansamblul curții domnești / complex anonim (Categorie: construcție) (Tip: Curte domnească)         | municipiul Piatra Neamț                     | Piața Libertății 2, Ernici Dimitrie,V.A. Urechia, punct Curtea Domnească | sec. XV - XVI                                | 1954            | 46°56′00″N 26°22′05″E / 46.93333°N 26.36806°E | Încărcați imagine | Raportați eroare |
| 120735.07.01 (Cod LMI: NT-II-a-A-10567)   | Ansamblul curții domnești de la Piatra Neamț / ansamblu Ansamblul curții domnești / complex anonim (Categorie: construcție) (Tip: beci)                    | municipiul Piatra Neamț                     | Piața Libertății 2, Ernici Dimitrie,V.A. Urechia, punct Curtea Domnească | sec. XV                                      | 1954            | 46°56′00″N 26°22′05″E / 46.93333°N 26.36806°E | Încărcați imagine | Raportați eroare |
| 120735.07.01 (Cod LMI: NT-II-a-A-10567)   | Ansamblul curții domnești de la Piatra Neamț / ansamblu Ansamblul curții domnești / complex anonim (Categorie: construcție) (Tip: zid de incintă)          | municipiul Piatra Neamț                     | Piața Libertății 2, Ernici Dimitrie,V.A. Urechia, punct Curtea Domnească | sec. XV-XVII                                 | 1954            | 46°56′00″N 26°22′05″E / 46.93333°N 26.36806°E | Încărcați imagine | Raportați eroare |
| 120735.07.02 (Cod LMI: NT-II-a-A-10567)   | Ansamblul curții domnești de la Piatra Neamț / ansamblu Biserica Domnească "Sf. Ioan" (Categorie: construcție) (Tip: Biserică)                             | municipiul Piatra Neamț                     | Piața Libertății 2, Ernici Dimitrie,V.A. Urechia, punct Curtea Domnească | 1498                                         | 1954            | 46°56′00″N 26°22′05″E / 46.93333°N 26.36806°E | Încărcați imagine | Raportați eroare |
| 120735.07.02 (Cod LMI: NT-II-a-A-10567)   | Ansamblul curții domnești de la Piatra Neamț / ansamblu Biserica Domnească "Sf. Ioan" / complex anonim (Categorie: construcție) (Tip: turn clopotniță)     | municipiul Piatra Neamț                     | Piața Libertății 2, Ernici Dimitrie,V.A. Urechia, punct Curtea Domnească | 1499                                         | 1954            | 46°56′00″N 26°22′05″E / 46.93333°N 26.36806°E | Încărcați imagine | Raportați eroare |
| 120735.07.03 (Cod LMI: NT-II-a-A-10567)   | Ansamblul curții domnești de la Piatra Neamț / ansamblu anonim (Categorie: construcție) (Tip: Cimitir)                                                     | municipiul Piatra Neamț                     | Piața Libertății 2, Ernici Dimitrie,V.A. Urechia, punct Curtea Domnească | sec. XVI                                     | 1954            | 46°56′00″N 26°22′05″E / 46.93333°N 26.36806°E | Încărcați imagine | Raportați eroare |
| 124055.01.01 (Cod LMI: NT-II-m-B-10646)   | Biserica de lemn "Buna Vestire" de la Poloboc / ansamblu Biserica de lemn "Buna Vestire" (Categorie: structură de cult/religioasă) (Tip: Biserică de lemn) | sat Poloboc, comuna Rediu                   |                                                                          | 1730                                         |                 |                                               | Încărcați imagine | Raportați eroare |
| 120735.10.01                              | Situl arheologic din Piatra Neamț - "La Pavilion" / ansamblu anonim (Categorie: locuire civilă) (Tip: Așezare)                                             | municipiul Piatra Neamț                     | La Pavilion                                                              | Cucuteni - A                                 |                 |                                               | Încărcați imagine | Raportați eroare |
| 120735.10.02                              | Situl arheologic din Piatra Neamț - "La Pavilion" / ansamblu anonim (Categorie: locuire civilă) (Tip: Așezare)                                             | municipiul Piatra Neamț                     | La Pavilion                                                              | geto-dacică sec. I a. Chr                    |                 |                                               | Încărcați imagine | Raportați eroare |
| 123683.02.01                              | Așezare Cucuteni de la Podoleni-Lutărie / ansamblu anonim (Categorie: locuire civilă) (Tip: Așezare)                                                       | sat Podoleni, comuna Podoleni               | Lutărie                                                                  | Cucuteni - B                                 |                 |                                               | Încărcați imagine | Raportați eroare |
| 123683.03.01                              | Așezarea Cucuteni de la Podoleni-La cot / ansamblu anonim (Categorie: locuire civilă) (Tip: Așezare)                                                       | sat Podoleni, comuna Podoleni               | La cot                                                                   | Cucuteni - B                                 |                 |                                               | Încărcați imagine | Raportați eroare |
| 123683.04.01                              | Așezarea Cucuteni de la Podoleni-Dealul Frăsinel / ansamblu anonim (Categorie: locuire civilă) (Tip: Așezare)                                              | sat Podoleni, comuna Podoleni               | Dealul Frăsinel                                                          | Cucuteni - A                                 |                 |                                               | Încărcați imagine | Raportați eroare |
| 120735.09.01                              | Situl arheologic de la Piatra Neamț-Cartier Dărmănești / ansamblu anonim (Categorie: locuire) (Tip: așezare)                                               | municipiul Piatra Neamț                     | Str. 1 Decmbrie 1918, punct Cartier Dărmănești                           | Daci liberi sec. II - III                    | C. Matasă 1938  | 46°56′52″N 26°23′08″E / 46.94783°N 26.38569°E | Încărcați imagine | Raportați eroare |
| 120735.09.02                              | Situl arheologic de la Piatra Neamț-Cartier Dărmănești / ansamblu anonim (Categorie: locuire) (Tip: așezare)                                               | municipiul Piatra Neamț                     | Str. 1 Decmbrie 1918, punct Cartier Dărmănești                           | Daci liberi sec. III - IV                    | C. Matasă 1938  | 46°56′52″N 26°23′08″E / 46.94783°N 26.38569°E | Încărcați imagine | Raportați eroare |
| 120735.09.03                              | Situl arheologic de la Piatra Neamț-Cartier Dărmănești / ansamblu anonim (Categorie: locuire) (Tip: Necropolă)                                             | municipiul Piatra Neamț                     | Str. 1 Decmbrie 1918, punct Cartier Dărmănești                           | sec. XIV - XV                                | C. Matasă 1938  | 46°56′52″N 26°23′08″E / 46.94783°N 26.38569°E | Încărcați imagine | Raportați eroare |
| 123380.01.01                              | Așezarea medievală de la Păstrăveni- La Izvoare / ansamblu anonim (Categorie: locuire) (Tip: Așezare)                                                      | sat Păstrăveni, comuna Păstrăveni           | La Izvoare                                                               | sec. XVI-XVIII                               | 2007            | 47°09′39″N 26°34′52″E / 47.16083°N 26.58111°E | Încărcați imagine | Raportați eroare |
| 120735.01.01 (Cod LMI: NT-I-s-A-10479)    | Situl arheologic de la Piatra Neamț - "Dealul Cozla" - "Terasa Gospodinelor" / ansamblu anonim (Categorie: locuire civilă) (Tip: Cetate)                   | municipiul Piatra Neamț                     | Dealul Cozla - Terasa Gospodinelor                                       | geto-dacică sec. II a.Chr. - sec. I p.Chr.   |                 | 46°56′07″N 26°22′13″E / 46.93528°N 26.37028°E | Încărcați imagine | Raportați eroare |
| 120735.01.02 (Cod LMI: NT-I-s-A-10479)    | Situl arheologic de la Piatra Neamț - "Dealul Cozla" - "Terasa Gospodinelor" / ansamblu anonim (Categorie: locuire civilă) (Tip: Așezare)                  | municipiul Piatra Neamț                     | Dealul Cozla - Terasa Gospodinelor                                       | Cucuteni                                     |                 | 46°56′07″N 26°22′13″E / 46.93528°N 26.37028°E | Încărcați imagine | Raportați eroare |
| 120735.02.01 (Cod LMI: NT-I-m-A-10480.02) | Situl arheologic de la Piatra Neamț - "Bâtca Doamnei" / ansamblu anonim (Categorie: locuire civilă) (Tip: Așezare fortificată)                             | municipiul Piatra Neamț                     | Dealul Bîtca Doamnei                                                     | geto-dacică sec. II a. Chr. - sec. I p. Chr. |                 | 46°56′00″N 26°19′22″E / 46.93333°N 26.32278°E | Încărcați imagine | Raportați eroare |
| 120735.02.02 (Cod LMI: NT-I-m-A-10480.01) | Situl arheologic de la Piatra Neamț - "Bâtca Doamnei" / ansamblu anonim (Categorie: locuire civilă) (Tip: Așezare)                                         | municipiul Piatra Neamț                     | Dealul Bîtca Doamnei                                                     | sec. XI - XIII                               |                 | 46°56′00″N 26°19′22″E / 46.93333°N 26.32278°E | Încărcați imagine | Raportați eroare |
| 120735.03.01 (Cod LMI: NT-I-s-A-10481)    | Cetatea de pământ de la Piatra Neamț - "Troian" / ansamblu anonim (Categorie: locuire) (Tip: Cetate de pământ)                                             | municipiul Piatra Neamț                     | Troian                                                                   | sec. II                                      |                 | 46°56′00″N 26°19′00″E / 46.93333°N 26.31667°E | Încărcați imagine | Raportați eroare |
| 123433.01.01 (Cod LMI: NT-I-m-B-10526.02) | Situl arheologic de la Petricani - "Râpa lui Ravaru" / ansamblu anonim (Categorie: locuire) (Tip: Așezare)                                                 | sat Petricani, comuna Petricani             | Râpa lui Ravaru                                                          | Cucuteni - A                                 |                 | 47°10′00″N 26°29′00″E / 47.16667°N 26.48333°E | Încărcați imagine | Raportați eroare |
| 123433.01.02 (Cod LMI: NT-I-m-B-10526.01) | Situl arheologic de la Petricani - "Râpa lui Ravaru" / ansamblu anonim (Categorie: locuire) (Tip: Necropolă)                                               | sat Petricani, comuna Petricani             | Râpa lui Ravaru                                                          | sec. IV                                      |                 | 47°10′00″N 26°29′00″E / 47.16667°N 26.48333°E | Încărcați imagine | Raportați eroare |
| 123433.02.01                              | Așezarea Cucuteni de la Petricani - "Râpa lui Ravaru" / ansamblu anonim (Categorie: locuire civilă) (Tip: Așezare)                                         | sat Petricani, comuna Petricani             | Râpa lui Ravaru                                                          | Cucuteni                                     |                 |                                               | Încărcați imagine | Raportați eroare |
| 123488.01.01 (Cod LMI: NT-I-s-B-10527)    | Situl arheologic de la Piatra Șoimului - "Dealul Horodiștea - Calu" / ansamblu anonim (Categorie: locuire) (Tip: Așezare)                                  | sat Piatra Șoimului, comuna Piatra Șoimului | Dealul Horodiștea - Calu                                                 | Cucuteni - A                                 |                 | 46°51′N 26°27′E / 46.85°N 26.45°E             | Încărcați imagine | Raportați eroare |
| 123488.01.02 (Cod LMI: NT-I-s-B-10527)    | Situl arheologic de la Piatra Șoimului - "Dealul Horodiștea - Calu" / ansamblu anonim (Categorie: locuire) (Tip: Cetate)                                   | sat Piatra Șoimului, comuna Piatra Șoimului | Dealul Horodiștea - Calu                                                 | geto-dacică sec. I a. Chr. - I p. Chr.       |                 | 46°51′N 26°27′E / 46.85°N 26.45°E             | Încărcați imagine | Raportați eroare |
| 123683.01.01                              | Situl arheologic de la Podoleni - "La Ruine" / ansamblu Ruinele fostei Mănăstiri Bociulești (Categorie: locuire civilă) (Tip: Mănăstire)                   | sat Podoleni, comuna Podoleni               | La Ruine                                                                 | sec. XVII - XIX                              |                 | 46°47′00″N 26°35′00″E / 46.78333°N 26.58333°E | Încărcați imagine | Raportați eroare |
| 123683.01.02                              | Situl arheologic de la Podoleni - "La Ruine" / ansamblu Ruinele Bisericii "Sfinții Arhangheli" (Categorie: locuire civilă) (Tip: Biserică)                 | sat Podoleni, comuna Podoleni               | La Ruine                                                                 | 1653 -1658, ruinată 1871                     |                 | 46°47′00″N 26°35′00″E / 46.78333°N 26.58333°E | Încărcați imagine | Raportați eroare |
| 123683.01.03 (Cod LMI: NT-I-s-B-10528)    | Situl arheologic de la Podoleni - "La Ruine" / ansamblu anonim (Categorie: locuire civilă) (Tip: necropola)                                                | sat Podoleni, comuna Podoleni               | La Ruine                                                                 |                                              |                 | 46°47′00″N 26°35′00″E / 46.78333°N 26.58333°E | Încărcați imagine | Raportați eroare |
| 123683.01.04 (Cod LMI: NT-I-s-B-10528)    | Situl arheologic de la Podoleni - "La Ruine" / ansamblu anonim (Categorie: locuire civilă) (Tip: Locuire)                                                  | sat Podoleni, comuna Podoleni               | La Ruine                                                                 |                                              |                 | 46°47′00″N 26°35′00″E / 46.78333°N 26.58333°E | Încărcați imagine | Raportați eroare |
| 123683.01.05 (Cod LMI: NT-I-s-B-10528)    | Situl arheologic de la Podoleni - "La Ruine" / ansamblu anonim (Categorie: locuire civilă) (Tip: Locuire)                                                  | sat Podoleni, comuna Podoleni               | La Ruine                                                                 |                                              |                 | 46°47′00″N 26°35′00″E / 46.78333°N 26.58333°E | Încărcați imagine | Raportați eroare |
| 123683.01.06 (Cod LMI: NT-I-s-B-10528)    | Situl arheologic de la Podoleni - "La Ruine" / ansamblu anonim (Categorie: locuire civilă) (Tip: Locuire)                                                  | sat Podoleni, comuna Podoleni               | La Ruine                                                                 | carpică sec. II - III                        |                 | 46°47′00″N 26°35′00″E / 46.78333°N 26.58333°E | Încărcați imagine | Raportați eroare |
| 123683.01.07 (Cod LMI: NT-I-s-B-10528)    | Situl arheologic de la Podoleni - "La Ruine" / ansamblu anonim (Categorie: locuire civilă) (Tip: Așezare)                                                  | sat Podoleni, comuna Podoleni               | La Ruine                                                                 | sec. XVII                                    |                 | 46°47′00″N 26°35′00″E / 46.78333°N 26.58333°E | Încărcați imagine | Raportați eroare |
| 123683.01.08 (Cod LMI: NT-I-s-B-10528)    | Situl arheologic de la Podoleni - "La Ruine" / ansamblu Bisericii "Sfânta Paraschiva" (Categorie: locuire civilă) (Tip: biserică)                          | sat Podoleni, comuna Podoleni               | La Ruine                                                                 | 1630                                         |                 | 46°47′00″N 26°35′00″E / 46.78333°N 26.58333°E | Încărcați imagine | Raportați eroare |
| 122329.01.01 (Cod LMI: NT-I-m-B-10529.03) | Situl arheologic de la Poiana - "Siliștea" / ansamblu anonim (Categorie: locuire civilă) (Tip: Așezare)                                                    | sat Poiana, comuna Negrești                 | Siliștea                                                                 | Noua                                         |                 | 47°00′29″N 26°46′17″E / 47.00806°N 26.77139°E | Încărcați imagine | Raportați eroare |
| 122329.01.02 (Cod LMI: NT-I-m-B-10529.02) | Situl arheologic de la Poiana - "Siliștea" / ansamblu anonim (Categorie: locuire civilă) (Tip: Așezare)                                                    | sat Poiana, comuna Negrești                 | Siliștea                                                                 | sec. II - III                                |                 | 47°00′29″N 26°46′17″E / 47.00806°N 26.77139°E | Încărcați imagine | Raportați eroare |
| 122329.01.03 (Cod LMI: NT-I-m-B-10529.01) | Situl arheologic de la Poiana - "Siliștea" / ansamblu anonim (Categorie: locuire civilă) (Tip: Așezare)                                                    | sat Poiana, comuna Negrești                 | Siliștea                                                                 | sec. VI - VIII                               |                 | 47°00′29″N 26°46′17″E / 47.00806°N 26.77139°E | Încărcați imagine | Raportați eroare |
| 122329.02.01 (Cod LMI: NT-I-m-B-10530.01) | Situl arheologic Latene târziu de la Poiana - "Deasupra Varniței" / ansamblu anonim (Categorie: locuire) (Tip: Așezare)                                    | sat Poiana, comuna Negrești                 | Deasupra Varniței                                                        | sec. II - III                                |                 | 46°57′00″N 26°50′00″E / 46.95°N 26.83333°E    | Încărcați imagine | Raportați eroare |
| 122329.02.02 (Cod LMI: NT-I-m-B-10530.02) | Situl arheologic Latene târziu de la Poiana - "Deasupra Varniței" / ansamblu anonim (Categorie: locuire) (Tip: Necropolă)                                  | sat Poiana, comuna Negrești                 | Deasupra Varniței                                                        | sec. II - III                                |                 | 46°57′00″N 26°50′00″E / 46.95°N 26.83333°E    | Încărcați imagine | Raportați eroare |